# Andreas Oswald
Johann Andreas Oswald (auch: Andreas Uswalt, getauft am 9. Dezember 1634 in Weimar; † beerdigt am 31. August 1665 in Eisenach) war ein thüringischer Organist und Komponist.

## Leben
Andreas Oswald war der Sohn des Weimarer Hoforganisten und späteren Eisenacher Stadtorganisten Andreas Oswald. Wie sein Vater war er zunächst als Organist am Weimarer Hof angestellt, wo er einer der Amtsvorgänger Johann Sebastian Bachs war. Später folgte er seinem Vater auf die Stelle des Stadtorganisten in Eisenach, wo er während drei Jahren wirkte. Er starb im Alter von 30 Jahren in Eisenach.
Dem Gothaer Partiturbuch Ludwig verdanken wir nahezu sämtliche Kenntnisse über das kammermusikalische Schaffen des Weimarer Hoforganisten Andreas Uswalt. Es überliefert 17 Sonaten des jungen Musikers, der 1662 zum Wechsel nach Eisenach gezwungen war, da die Weimarer Hofkapelle nach dem Tod des Regenten aufgelöst wurde.
Von seinen Kompositionen sind vor allem verschiedene Sonaten überliefert. Seine „Aria variata“ über ein liedhaftes Thema, einer melodiösen terzen- und sextenreichen Oberstimmernführung, kann man als einen wichtigen deutschen Beitrag zur barocken deutschen Triosonate zählen.

## Werke
- Sonata à 3 Violini e basso continuo, Manuskript in der Düben-Sammlung Uppsala
- 13 Sonaten, als Manuskript in Weimar überliefert
- 17 Sonaten, handschriftliche Kopien im Partituren Buch des Jacobo Ludovico (Jacob Ludwig) Gotha 1662